# Infinity Cat Recordings
Infinity Cat Recordings es un sello discográfico independiente fundado en 2002 y con sede en Nashville, Tennessee. El sello ha publicado grabaciones de artistas como JEFF the Brotherhood, Diarrhea Planet, Be Your Own Pet, Ed Schrader's Music Beat y Daddy Issues.  En 2011, el sello fue destacado por la publicación británica The Guardian, que escribió "olvídense del Grand Ole Opry; hay más bandas nuevas y emocionantes en East Nashville que en cualquier otro lugar del mundo y muchos de sus discos se han lanzado en el mismo sello, Infinity Cat."  En 2011, la revista Billboard incluyó a Infinity Cat entre los 50 mejores sellos independientes de Estados Unidos. 

## Historia
Fue creado el 20 de julio de 2002 por los hermanos Jake y Jamin Orrall y su padre, el compositor Robert Ellis Orrall. Jake y Jamin tenían 16 y 14 años, respectivamente, cuando crearon el sello.  El primer lanzamiento del sello fue un álbum en vivo llamado Tusky Mahloo de la banda de los hermanos The Sex, que luego se convirtió en JEFF the Brotherhood. Desde sus inicios, el sello ha lanzado casi 100 álbumes de bandas como JEFF the Brotherhood, Diarrhea Planet, Natural Child, PUJOL y Be Your Own PET.  Infinity Cat ha sido descrito como uno de los sellos más influyentes en la escena del rock de Nashville, y Nashville Lifestyles describe el sello como "Infinity Cat es para el garage rock de Nashville lo que alguna vez lo fue Sub Pop para el grunge de Seattle: un sello tan entrelazado y responsable "Para una escena tan animada que es ingenuo mencionar una sin la otra".  En su resumen de la historia del sello, Nashville Scene escribió que "mucho antes de que Third Man Records abriera sus puertas en la Séptima Avenida, Infinity Cat ya se había convertido en el corazón a través del cual las arterias punk-rock de Nashville bombeaban su sangre ruidosa y vibrante. ayudar a que la ciudad sea sinónimo de una cepa cruda e inquieta del rock 'n' roll, y hacerlo casi sin presupuesto". 
En 2011, Infinity Cat y JEFF the Brotherhood firmaron un acuerdo con Warner Music Group. El representante de Warner Music A&R, Ryan Whalley, le dijo a la revista Billboard que el acuerdo fue "un poco diferente de cómo trabajamos habitualmente con las bandas" porque la banda "mantendría un pie tanto en Warner como en Infinity Cat".  En una entrevista con The Tennessean, Jamin declaró que los chicos originalmente tenían reservas acerca de formar equipo con Warner, ya que sentían que no necesitaban ninguna ayuda, dado su éxito al dirigir Infinity Cat. Al final, decidieron firmar un acuerdo con Warner que les daría un "control creativo sustancial", así como una distribución más amplia.  Según Robert Ellis Orrall, comenzando con We Are The Champions, los lanzamientos de JEFF the Brotherhood recibirían distribución global de la Alternative Distribution Alliance de WMG bajo el paraguas de Warner/ Independent Label Group.   Más tarde ese año, Infinity Cat apareció en el puesto número 10 en "Business Biz: 50 mejores sellos independientes de Estados Unidos" de la revista Billboard.   Infinity Cat celebró su décimo aniversario con dos conciertos el 20 y 21 de julio de 2012. En el programa del 20 de julio, el concejal general de Metro, Ronnie Steine, leyó la Resolución N.º RS2012-339, que proclama el 20 de julio como el Día de Infinity Cat Recordings en Nashville, ya que "es apropiado y apropiado que el Consejo Metropolitano reconozca a Infinity Cat Recording en su décimo aniversario". como uno de los mejores sellos independientes de Nashville". 

## Artistas
Algunas de las bandas firmadas con el sello incluyen: 
- Be Your Own Pet
- Daddy Issues
- Denney & The Jets
- Diarrhea Planet
- Ed Schrader's Music Beat
- Music Band
- JEFF the Brotherhood

## Centro de Visitantes
Infinity Cat opera una tienda minorista "Centro de visitantes" en su sede. El Centro de Visitantes se abrió como "una respuesta a las solicitudes de los fanáticos que querían pasar por aquí cuando estaban en Nashville" y vende grabaciones, productos y rarezas relacionadas con el sello. 

## Discografía
| #       | Artista                                | Título                                                           | Formato        | Notas                                                                                   |
| ------- | -------------------------------------- | ---------------------------------------------------------------- | -------------- | --------------------------------------------------------------------------------------- |
| ICR-01  | The Sex                                | Tusky Mahloo                                                     | CD             |                                                                                         |
| ICR-02  | Jeff                                   | I like you                                                       | CD             |                                                                                         |
| ICR-03  | The Sex                                | Have Fun With                                                    | CD             |                                                                                         |
| ICR-04  | Snug                                   | Number One                                                       | CD             |                                                                                         |
| ICR-05  | Monkeybowl                             | Plastic 350                                                      | CD             |                                                                                         |
| ICR-06  | Something Jones                        | Nobody's Trying to Hurt Anyone                                   | CD             |                                                                                         |
| ICR-07  | The Tennessee Black Plague             | The Tennessee Black Plague                                       | CD             |                                                                                         |
| ICR-08  | Steffle Flanders                       | Soon to be a Major Motion Picture                                | CD             |                                                                                         |
| ICR-09  | Jimmy Cushman?/The Sex                 | Jimmy Cushman?/The Sex                                           | CD             |                                                                                         |
| ICR-10  | Andy West                              | Sundays and Birthdays                                            | CD             |                                                                                         |
| ICR-11  | The Sex                                | Wake Up and Smell the Parents                                    | CD             |                                                                                         |
| ICR-12  | JEFF the Brotherhood                   | The Byzantine Empire                                             | CD             |                                                                                         |
| ICR-13  | Inverted/The Tennessee Black Plague    | Inverted/The Tennessee Black Plague                              | Casete         |                                                                                         |
| ICR-14  | Jake Latakas Orrall                    | Romance                                                          | CD             |                                                                                         |
| ICR-15  | Mike Rodgers                           | The Honkytonk Hitman                                             | CD             |                                                                                         |
| ICR-16  | Lindsi Weaver                          | Grounded                                                         | CD             |                                                                                         |
| ICR-17  | be your own PET                        | Damn Damn Leash/Electric Shake                                   | 7"             |                                                                                         |
| ICR-18  | Monkeybowl                             | Ultimate                                                         | CD             |                                                                                         |
| ICR-19  | Mike Rodgers                           | Across the Borderline Insane                                     | CD             |                                                                                         |
| ICR-20  | JEFF the Brotherhood                   | Cancer Killer/Like Fish in Water                                 | 7"             |                                                                                         |
| ICR-21  | be your own PET                        | Extra Extra EP                                                   | 7"             | Split release between Infinity Cat, Dimak, and XL Recordings                            |
| ICR-22  | Cake Bake Betty                        | Songs About Teeth                                                | CD             |                                                                                         |
| ICR-23  | Art Circus                             | Art Circus                                                       | CD             |                                                                                         |
| ICR-24  | Prom Night                             | Ride the Cosmic Unicorn                                          | CD             |                                                                                         |
| ICR-25  | El Rick Haun                           | El Rick Haun                                                     | CD             |                                                                                         |
| ICR-026 | Zombies Can't Climb                    | Zombies Can't Climb                                              | CD             |                                                                                         |
| ICR-27  | be your own PET                        | Not Rocket Science                                               | LP             |                                                                                         |
| ICR-28  | Monkeybowl                             | Please Don't Drag My Christmas Down b/w Tree With The Big Lights | Digital single |                                                                                         |
| ICR-29  | Art Circus                             | Featuring Fred Flare                                             | Digital single |                                                                                         |
| ICR-030 | JEFF the Brotherhood                   | Castle Storm                                                     | CD             |                                                                                         |
| ICR-31  | Cake Bake Betty                        | To The Dark Tower                                                | CD             |                                                                                         |
| ICR-32  | The Mattoid                            | The Glory Holy                                                   | CD             |                                                                                         |
| ICR-33  | JEFF the Brotherhood                   | The Boys R Back In Town                                          | Casete         |                                                                                         |
| ICR-34  | Meemaw                                 | Glass Elevator                                                   | 7"             |                                                                                         |
| ICR-35  | JEFF the Brotherhood                   | The Boys R Back In Town                                          | LP             |                                                                                         |
| ICR-36  | Wizardz                                | Cybersex Offender                                                | CD             |                                                                                         |
| ICR-37  | Ham1                                   | The Underground Stream                                           | LP             |                                                                                         |
| ICR-38  | Daniel Lucca Pujol & Deluxin'          | Timbre Shades Of Great                                           | Casete         |                                                                                         |
| ICR-39  | JEFF the Brotherhood/Screaming Females | S/T                                                              | 7"             |                                                                                         |
| ICR-40  | JEFF the Brotherhood/Sisters           | S/T                                                              | 7"             |                                                                                         |
| ICR-41  | JEFF the Brotherhood                   | Rafiki's Vision                                                  | Casete         |                                                                                         |
| ICR-42  | Letho/Paper Hats                       | Letho/Paper Hats                                                 | Casete         |                                                                                         |
| ICR-43  | Heavy Cream                            | Heavy Cream                                                      | 7"             |                                                                                         |
| ICR-44  | JEFF the Brotherhood                   | Heavy Days                                                       | LP             |                                                                                         |
| ICR-45  | Daniel Pujol                           | PUJOL                                                            | CD             |                                                                                         |
| ICR-46  | Denney & the Jets                      | Denny & The Jets                                                 | Casete         |                                                                                         |
| ICR-47  | Natural Child                          | Shamewalkin'                                                     | 7"             |                                                                                         |
| ICR-48  | Daniel Pujol                           | Ringo Where Art Thou                                             | Casete         |                                                                                         |
| ICR-49  | Natural Child                          | Bodyswitchers                                                    | Casete         |                                                                                         |
| ICR-50  | Daniel Pujol                           | 2010                                                             | 7"             |                                                                                         |
| ICR-51  | JEFF the Brotherhood/Ty Segall         | Split                                                            | 7"             |                                                                                         |
| ICR-52  | Heavy Cream                            | Danny                                                            | LP             |                                                                                         |
| ICR-53  | Denny and The Jets                     | The Devil's Harvest                                              | Casete         |                                                                                         |
| ICR-54  | Natural Child                          | White Man's Burden                                               | 7"             |                                                                                         |
| ICR-55  | PUJOL feat.WEZ/ the little bear        | Sexttape                                                         | Casete         |                                                                                         |
| ICR-56  | The Paperhead                          | Focus In On The Looking Glass                                    | Casete         |                                                                                         |
| ICR-57  | Natural Child                          | 1971                                                             | LP             |                                                                                         |
| ICR-58  | Hell Beach                             | Hell Beach                                                       | LP             |                                                                                         |
| ICR-59  | PUJOL                                  | X-Files on Main St.                                              | CD             |                                                                                         |
| ICR-60  | JEFF the Brotherhood                   | We Are The Champions                                             | LP             |                                                                                         |
| ICR-61  | Cy Barkley                             | Rock Together                                                    | 7"             | ECONOLINE Series                                                                        |
| ICR-62  | Peach Kelli Pop                        | Peach Kelli Pop                                                  | LP             | Debut self-titled LP originally released by Going Gaga Records in Canada                |
| ICR-63  | JEFF the Brotherhood/Greenhornes       | Split                                                            | 7"             |                                                                                         |
| ICR-64  | Diarrhea Planet                        | Yama-Uba                                                         | 7"             | Originally ECONOLINE Series, later repressed on random colored vinyl in 2014            |
| ICR-65  | Diarrhea Planet                        | Loose Jewels                                                     | LP             |                                                                                         |
| ICR-66  | Denney and the Jets                    | Killing Machine                                                  | 7"             | ECONOLINE Series                                                                        |
| ICR-67  | JEFF the Brotherhood/Hell Beach        | Hole EP                                                          | 7"             | Originally a tour-only 7"                                                               |
| ICR-68  | Uncle Bad Touch                        | Uncle Bad Touch                                                  | LP             |                                                                                         |
| ICR-69  | JEFF the Brotherhood                   | Brotherhood Of Light                                             | LP             | Collection of B-sides                                                                   |
| ICR-70  | Big Surr                               | Baked + Bruised                                                  | 7"             | ECONOLINE Series                                                                        |
| ICR-71  | Heavy Cream                            | Super Treatment                                                  | LP             |                                                                                         |
| ICR-72  | Cy Barkley & The Way Outsiders         | Cy Barkley & The Way Outsiders                                   | LP             |                                                                                         |
| ICR-073 | JUICEBOXX                              | I Don't Wanna Go Into Darkness                                   | LP             |                                                                                         |
| ICR-074 | Wet Illustrated                        | Scorped                                                          | 7"             | ECONOLINE Series                                                                        |
| ICR-077 | Skimask                                | Cute Mutant                                                      | LP             | Split release between Infinity Cat Recordings, 100% Breakfast, and Sophomore Lounge     |
| ICR-078 | Diarrhea Planet                        | I'm Rich Beyond Your Wildest Dreams                              | LP             |                                                                                         |
| ICR-080 | JEFF The Brotherhood                   | Previously Released 7"                                           | Box Set        | Repress of 7 out of print singles and a previously unreleased version of "Stay Up Late" |
| ICR-079 | Various Artists                        | Hits From The Streets, Volume 1                                  | 7"             | 4-way split: No Regrets Coyote, Weekend Babes, OGG, Dirty Dreams                        |
| ICR-081 | Diarrhea Planet                        | Aloha                                                            | 7"             | Repress of out of print 7", previously released on Evil Weevil Records                  |
| ICR-083 | Ed Schrader's Music Beat               | Party Jail                                                       | LP             |                                                                                         |
| ICR-084 | Music Band                             | Can I Live                                                       | Casete         | Infinity Cat Casete Series (Year 1)                                                     |
| ICR-085 | Various Artists                        | Hits From The Streets, Volume 2                                  | 7"             | 4-way split: Jaws, King Bitch, Study Hall, Gnarwhal                                     |
| ICR-086 | Ed Schrader's Music Beat               | Laughing                                                         | 7"             |                                                                                         |
| ICR-087 | Guerilla Toss                          | 367 Equalizer                                                    | Casete         | Infinity Cat Cassette Series (Year 1)                                                   |
| ICR-088 | Left & Right                           | Five Year Plan                                                   | Casete         | Infinity Cat Cassette Series (Year 1)                                                   |
| ICR-089 | King Bitch                             | Lost In The Party: The Best of King Bitch                        | Casete         | Cassette Store Day release                                                              |
| ICR-091 | Music Band                             | I Was Like                                                       | 7"             |                                                                                         |
| ICR-092 | Diarrhea Planet                        | Aliens in the Outfield                                           | 10"            |                                                                                         |
| ICR-093 | Spanish Candles                        | Triple Date In Paradise                                          | Casete         | Infinity Cat Cassette Series (Year 1)                                                   |
| ICR-094 | Milk Dick                              | Romantic Superstore                                              | Casete         | Infinity Cat Cassette Series (Year 1)                                                   |
| ICR-095 | Rozwell Kid                            | Good Graphics                                                    | Casete         | Infinity Cat Cassette Series (Year 1)                                                   |
| ICR-096 | JEFF The Brotherhood                   | Wasted On The Dream                                              | LP             |                                                                                         |
| ICR-098 | Daddy Issues                           | Can We Still Hang                                                | Casete         | Infinity Cat Cassette Series (Year 2)                                                   |
| ICR-099 | Faux Ferocious                         | Faux Ferocious                                                   | Casete         | Infinity Cat Cassette Series (Year 2)                                                   |

## Otras lecturas
- «5 Reasons Why Nashville Rocks», Elmore Magazine, 23 de mayo de 2013.
- Carr, Matt (23 de febrero de 2011), «Infinity Cat: Spring 2011 Sampler», Everybody Taste. (enlace roto disponible en Internet Archive; véase el historial, la primera versión y la última).
- Boyer, E. J. (24 de enero de 2014), «Why One Local Music Label is Embracing Streaming Services», Nashville Business Journal.